# Icterus fuertesi
El turpial de Fuertes (Icterus fuertesi)  es una especie de ave paseriforme de la familia Icteridae endémica de México. Anteriormente se consideraba una subespecie del turpial castaño.

## Distribución y hábitat
Es un pájaro migratorio que cría únicamente en las regiones costeras del Caribe mexicano, desde el sur de Tamaulipas al sur de Veracruz, y pasa el invierno en las regiones costeras del sur de México.
Su hábitat natural son las zonas de matorral denso, principalmente compuesto por arbustos de majagua común (Hibiscus tiliaceus).